# فيبسانيا أغريبينا
فيسبانيا أغريبينا هي نبيلة رومانية ولدت في سنة 36 ق م، هي ابنة ماركوس فيبسانيوس أغريبا وبومبونيا كايشيليا أتيكا ابنة البليغ الشهير شيشرون. في سنة 14 ق م، أصبحت أول زوجة للإمبراطور المستقبلي طيباريوس وألذي أنجبت منه إبنها دروسوس يوليوس قيصر، وصف زواجهم بالسعيد وأحبا بعضهم بعض. لكن بعد وفاة والدها أغريبا أمر الإمبراطور أغسطس بأن يتطلقا لكي يتيح لإبنه المتبنى طيباريوس الزواج من إبنته جوليا الكبرى، رفض طيباريوس الطلاق من فيسبانيا ورفض الزواج من ابنة أغسطس جوليا بسبب سمعتها السيئة، لكن الإمبراطور أجبره على الطلاق في سنة 11 ق م. بعد الطلاق تزوجت في نفس السنة من السيناتور غايوس أسينيوس غالوس سالونينوس، أنجبت من زوجها الثاني ستة أولاد، خمسة منهم وصلوا تولوا منصب القنصل، وهم غايوس أسينيوس بوليو في سنة 23 و ماركوس أسينيوس أغريبا في سنة 25 و سيرفيوس أسينيوس شيلير في سنة 38 وغنايوس أسينيوس في سنة 60 وأسينيوس غالوس في سنة 62. توفيت أغريبينا في سنة 20 ميلادية. بسبب حقد طيباريوس على زوجها دبر له مكيدة فيما بعد وإتهمه بالخيانة وأعدمه في سنة 33.